# Jensen Interceptor
Voir Jensen Interceptor (1950) pour le précédent modèle de 1950.
La Jensen Interceptor est une voiture sportive de type GT. Remplaçante de la Jensen C-V8, elle a été produite par le constructeur Jensen Motors dans l’usine de Kelvin Way à West Bromwich, à proximité de Birmingham, en Angleterre. Il s’agit de la seconde génération de ce modèle, après la Jensen Interceptor produite dans les années 1950. Le design a été réalisé par l’entreprise italienne Carrozzeria Touring.

## Histoire
Pour remplacer la Jensen C-V8, le constructeur britannique Jensen Motors s’oriente vers une solution externe à l’entreprise. Elle confie la réalisation du design extérieur de l’Interceptor à l’entreprise italienne Carrozzeria Touring et noue un partenariat avec cette société pour la production de la carrosserie. Pour tenir son engagement, Carrozzeria Touring se rapproche de Carrozzeria Vignale pour assurer le contrat. Mais les retards s’accumulent et la qualité ne suit pas. Insatisfait, Jensen rapatrie finalement la production de l’Interceptor en Angleterre. Pour le moteur, Jensen choisit un moteur V8 du constructeur Chrysler pour équiper sa voiture. Plusieurs versions délivrant des puissances différentes seront proposées à la vente au cours de la vie commerciale de l’Interceptor. 
En parallèle à la commercialisation de l’Interceptor, Jensen propose la Jensen FF (en). Basée sur l’Interceptor, c’est la première voiture de série non tout-terrain à recevoir une transmission intégrale et l’ABS. Cette voiture est disponible à la vente jusqu’en 1971.
La version Mark II est proposée à la vente en octobre 1969, avec un style légèrement révisé autour des phares, de la calandre, des pare-chocs et des feux arrière. L'intérieur a été considérablement amélioré afin de répondre à la réglementation américaine et la planche de bord est redessinée. L'air conditionné est proposé en option.
En août 1971, une version SP est proposée à la vente. C’est la version la plus puissante de la gamme. Jensen propose ensuite une version Mark III qui sort à la fin de l’année 1971. Des retouches sont apportées à la calandre, aux phares et aux pare-chocs. De nouvelles jantes en alliage construites par le fabricant GKN sont proposées et la climatisation devient de série. En mars 1974, l’Interceptor se décline en cabriolet avec une présentation officielle au salon de l'automobile de New York.
En 1975, le constructeur connaît des difficultés financières, notamment à cause de la récession, du premier choc pétrolier et de problèmes internes sur un autre modèle de la gamme, la Jensen-Healey (en). Placé sous contrôle, Jensen poursuit la production de l’Interceptor en puisant dans son stock de pièces. Un projet d’Interceptor coupé voit même le jour, mais le succès n’est pas au rendez-vous. En 1976, le constructeur fait faillite et disparaît. 
Il existe plusieurs chiffres de ventes selon les sources. D’après Heon Stevenson, 6407 Jensen Interceptor et 320 Jensen FF furent produites .
En 1983, la société Jensen revient et l'Interceptor est remise en production en 1985 mais uniquement en version coupé et en version cabriolet. Mais l'auto sera un échec et disparaitra en 1992 après 15 exemplaires produits.
D'après le site du Jensen Museum
| modèles        | années    | production   |
| -------------- | --------- | ------------ |
| Interceptor    | 1966-1976 | 6407         |
| FF             | 1966-1971 | 320          |
| SP             | 1971-1973 | 232          |
| cabriolet      | 1973-1976 | 456          |
| coupé          | 1975-1976 | 46 (environ) |
| Interceptor S4 | 1985-1992 | 15           |
| Total          |           | 7476         |

## Culture populaire
- En 1974, dans le film La Grande Casse (Gone in 60 Seconds) d’Henry Blight Halicki, une Interceptor apparaît sur la liste des voitures à voler.
- En 1989, Simon Dutton conduit une Jensen Interceptor dans les six téléfilms de la série de LWT Le Saint.
- En 2010, dans la septième saison de la série Occasions à saisir (Wheeler Dealers), une Interceptor est achetée et réparée par Edd China et Mike Brewer.
- En 2013, l’actrice Michelle Rodríguez conduit une Interceptor dans le film Fast and Furious 6.
- Dans les publicités pour le Café Royal, l'agent double (Doppio Agent) incarné par Robbie Williams conduit une Jensen Interceptor III avec un siège éjectable et cafetière expresso intégrée.
- En 2013, dans le livre "Solo" écrit par William Boyd, le personnage de James Bond utilise une Jensen FF interceptor.
- En 2021, dans la neuvième saison de la série Car SOS, Tim Shaw et Fuzz Tonwshend restaurent une Jensen Interceptor mk1 de 1969
- En 2024, dans la saison 1 épisode 9 de la série High Potential, une Jensen Interceptor est utilisée comme arme du crime.

## Galerie

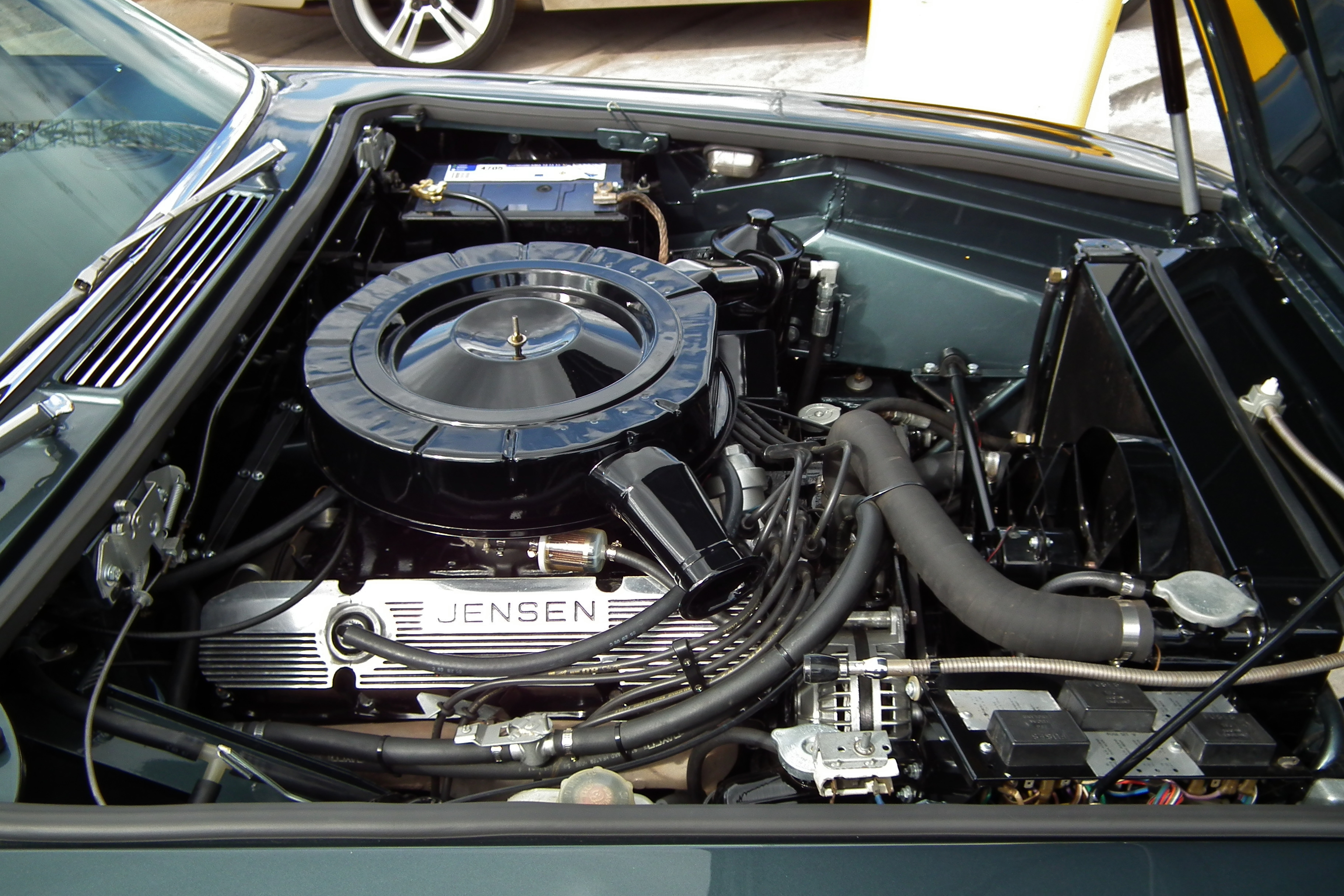
Moteur d’une Interceptor II (1971)
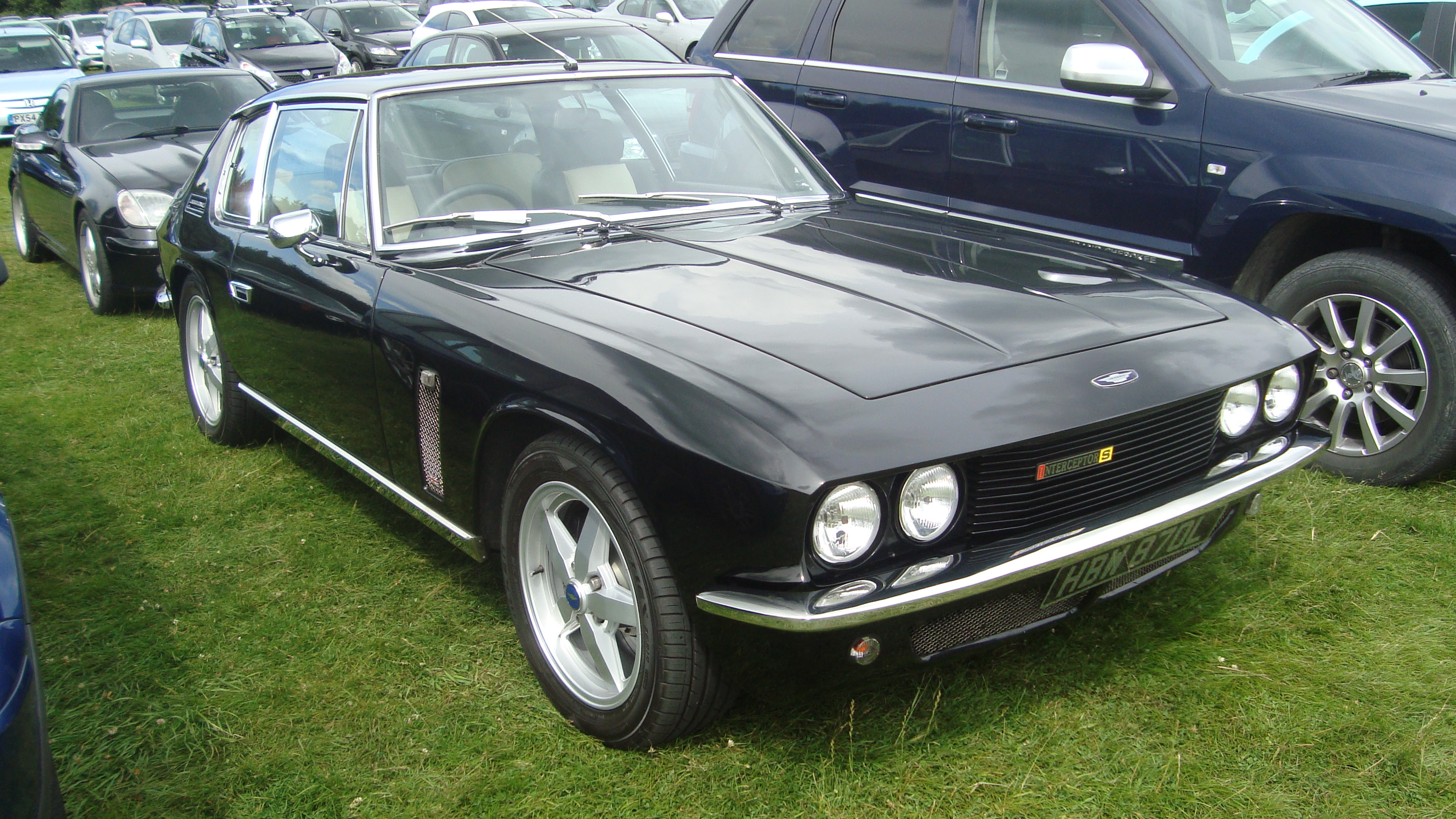
Interceptor III (1973)
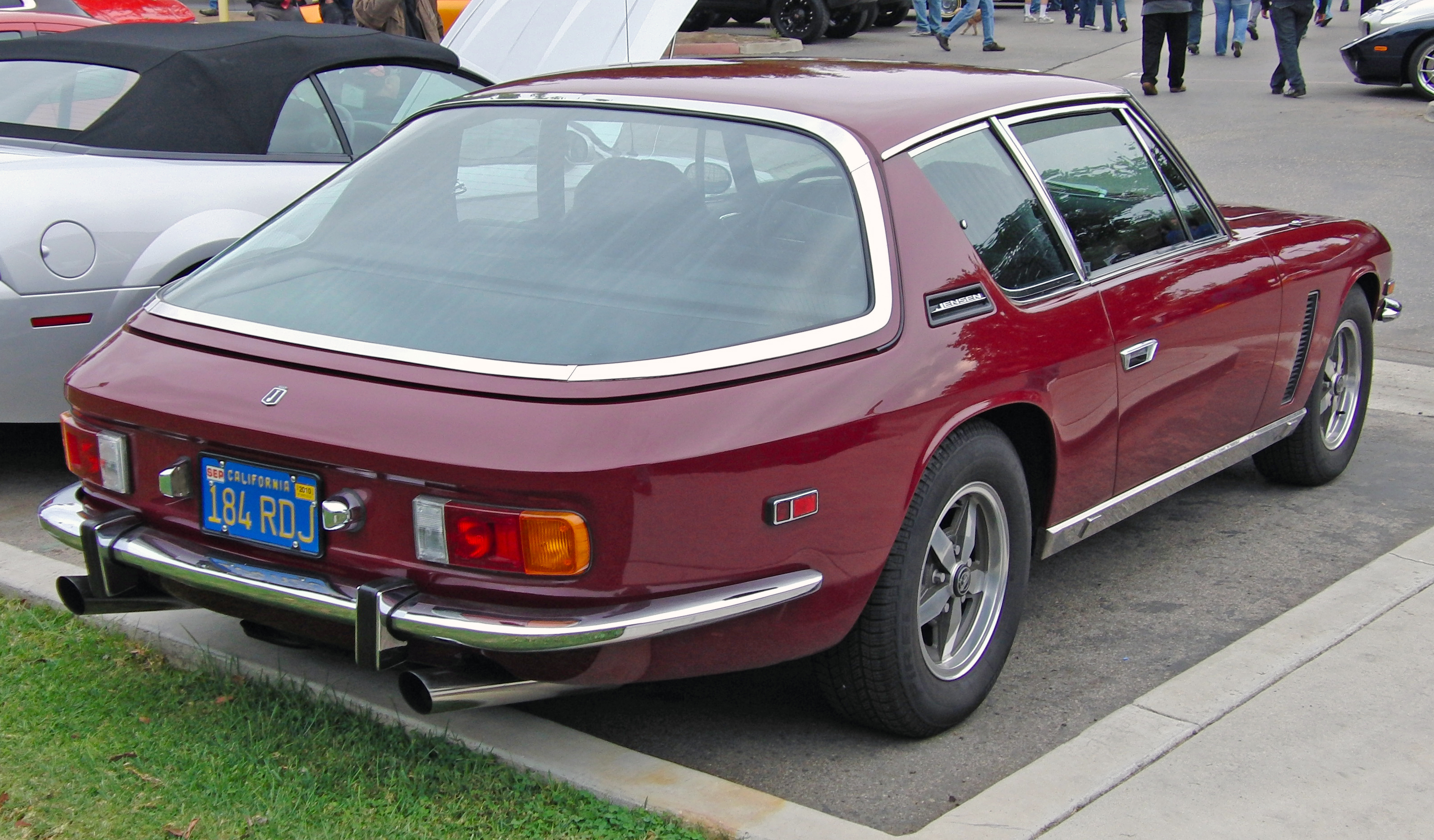
Interceptor III (1973)
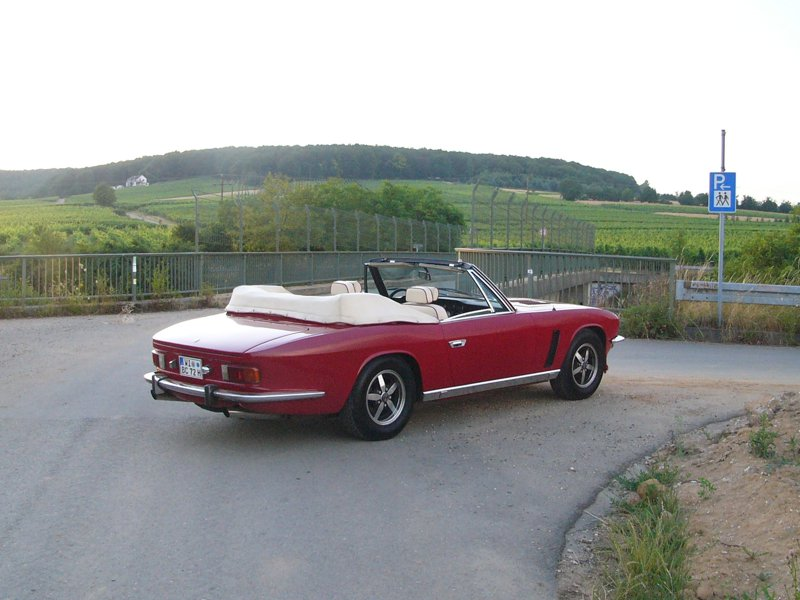
Jensen Interceptor III Cabriolet (1974)
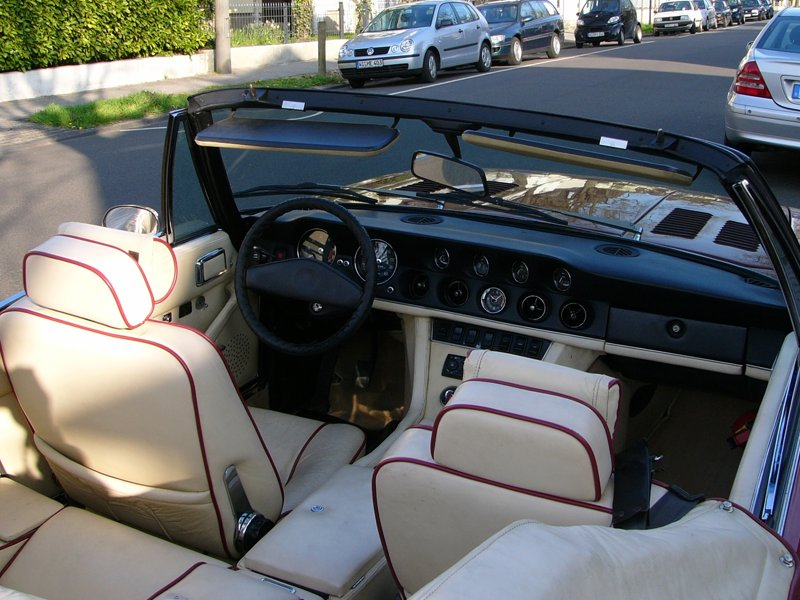
Intérieur d’une Interceptor III (1974)

## Sources
- (en) Heon Stevenson, British Cars Advertising of the 1960s, Jefferson, McFarland & Company, 2005, 429 p. (ISBN 978-0-7864-1985-2), p. 200-204.
- (en) Jonathan A. Stein, British Sports Cars in America 1946-1981, Kutztown, Automobile Quarterly, 1994, 144 p. (ISBN 978-0-911968-98-9, lire en ligne), p. 71-73.